# Marie Sandholt
Anna Marie Louise Sandholt (født 22. marts 1872 i København; død 24. september 1942 i København) var en dansk kunstmaler. Hun var datter af læge, senere kommunelæge Peter Boll Wivet Sandholt og Lovise Victoria Aagaard.

## Uddannelse
- Elev på Tegne- og Kunstindustriskolen for Kvinder
- Kunstakademiets Kunstskole for Kvinder 1892-1901
- Privat elev hos maleren Viggo Pedersen, ca. 1897-1899
- Académie Colarossi, Paris, hos den norske maler Christian Krohg, to måneder, efter 1900[3][4]

## Kunstnerisk virke
Marie Sandholt arbejdede oftest med landskabsmaleri, figurmaleri og portrætter. Landskaberne og malerierne af træer udførte hun ude i det fri direkte over for motivet. Her arbejdede hun med de skiftende belysninger på naturalistisk vis med både oliefarver på lærreder og med akvarel på papir til videre bearbejdninger som oliemalerier derhjemme senere.
I hendes menneskeskildringer kan ses en større udvikling fra det naturalistiske til det mere fri arbejde med farve og lys, som i Selvportræt 1913. Særlig kendt i offentligheden er nok hendes skildring af moderen med børnene i maleriet Moderglæde 1902, som tilhører ARoS. Moderen og de fire mindre børn i sengen indgår i en dynamisk cirkel-/spiralkomposition. Maleriet var udstillet på Kvindemuseet i 2001, på udstillingen "Kvindens rum - kvindens rammer".

## Udstillinger
- Kvindernes Udstilling fra Fortid og Nutid, København 1895
- Charlottenborgs Forårsudstilling 1895-1943
- Landsudstillingen, Aarhus 1909
- Kvindelige Kunstneres Retrospektive Udstilling 1920
- Charlottenborgs Efterårsudstilling 1922, 1931, 1938
- Kunstnernes Efterårsudstilling 1904-1905
- Danske Lægeportrætter, Axelborg, København 1922
- Kvindelige Kunstneres Samfund "Dansk - Norsk - Svensk Kunsthaandværk i Kunstindustrimuseet 1926 [7]
- Det danske Kunststævne, Forum 1929
- Kvindelige Kunstneres Samfund 1930
- Aarhushallen 1938[2]
- "Kvindens rum - kvindens rammer", Kvindemuseet Aarhus 2001

## Separatudstillinger
- Winkel & Magnussen, København 1907, 1929
- Kunsthandler Chr. Larsen, København 1917
- Ramme Larsen, København 1936
- Kunsthallen, København (mindeudstilling) 1943[2][8]

## Værker i offentlig eje
- Julidag i marken (1896, Bornholms Kunstmuseum)
- Moderglæde (1902, ARoS)
- Johannes Poulsen som Narren i Helligtrekongersaften (1911, Teatermuseet)
- Klitlandskab, Nymindegab (1913, Aabenraa Museum)
- Udsigt over sø (1937, Sønderjyllands Kunstmuseum)[2][9]

## Stillinger og hverv
- Lærer i broderi og broderitegning på Tegne- og Kunstindustriskolen for Kvinder 1905-1905[3]
- Tilknyttet Bing & Grøndahl 1905-1905[10]
- Tilknyttet Den kongelige Porcelainsfabrik, udformet porcelænsfigurer af børn[3]
- Medstifter af Kvindelige Kunstneres Samfund i 1916[11]
- Medlem af den første bestyrelse for KKS[11]
- Medlem af udstillingskomitéen til udstillingen Dansk - Norsk - Svensk Kunsthåndværk i Kunstindustrimuseet 1926 [12]

## Stipendier og udmærkelser
- J.J. Levins Legat 1896
- Legater fra Akademirådet 1898, 1900, 1909, 1912, 1915
- De Bielkeske Legater 1907
- Det Raben-Levetzauske Legat 1911
- Benny Claudi-Pedersen 1937
- Maleren Kristian Zahrtmanns Legat 1939[2][13]

## Galleri
| - Værker af Marie Sandholt - Ved en stendysse, 1895 - Moderglæde, ca. 1900, ARoS Aarhus Kunstmuseum - Kvinde ordner blomster. Studie, 1907 - Brombærplukning, 1913 - Høstlandskab med neg i stakke, 1916 - Havneparti med kuttere, 1917 - Et selskab foran våbenhuset, 1922 - Krogede træer i en skov, 1929 - Huse ved en fjord, 1934 - Parkparti med to børn i robåd, 1935 - En smed, ukendt dato - Fjordparti med bådebro, ukendt dato - Fra Dalum Kirke, ukendt dato - I byens udkant, ukendt dato - Omfavnelsen, ukendt dato - Sommer ved Furesøen, ukendt dato - Landskab med stynede popler, ukendt dato - Parti fra en strand ved Storebælt, ukendt dato - Dreng i en blomstrende forårsskov, ukendt dato |